# Mahato Sakti
Mahato Sakti is een bestuurslaag in het regentschap Rokan Hulu van de provincie Riau, Indonesië. Mahato Sakti telt 3336 inwoners (volkstelling 2010).